# Keynote
Keynote is een presentatieprogramma van Apple voor macOS. Het programma werd aangekondigd in januari 2003 en maakt deel uit van het pakket iWork, dat ook het tekstbewerkingsprogramma Pages en het spreadsheetprogramma Numbers bevat.
Keynote 4 maakt deel uit van iWork. Het programma wordt vaak vergeleken met Powerpoint.

## Functies
- Thema's waarmee de gebruiker kan zorgen voor consistent kleur- en lettertypegebruik in de hele presentatie. Deze thema's zijn ook van toepassing op grafieken en tabellen.
- 3D-overgangseffecten die mogelijk worden gemaakt door OpenGL. Hiermee kan het effect van een roterende kubus of het omslaan van een pagina worden gesimuleerd.
- Dubbelschermfunctie, waarmee de presentator gelijktijdig de huidige en de volgende dia kan bekijken, terwijl de toeschouwer alleen de huidige dia ziet.
- Exporteren naar PDF, QuickTime, Flash, JPEG, TIFF, PNG, HTML (met JPEG-afbeeldingen) en PowerPoint. Keynote maakt ook gebruik van het eigen .key-formaat voor presentatiebestanden en het .kth-formaat voor themabestanden, gebaseerd op XML.[1]
- Ondersteuning voor alle QuickTime-videoformaten, waaronder MPEG-2 en DV in diashows.
- Gemakkelijk exporteren naar iDVD.
- De software is geschikt om met de Apple Remote te bedienen.

## Versiehistorie
| Versienummer | Publicatiedatum   | Wijzigingen |
| ------------ | ----------------- | --- |
| 1.0          | 7 januari 2003    | Eerste versie. |
| 1.1          | 4 juni 2003       | Diverse verbeteringen in functionaliteit en compatibiliteit. |
| 1.1.1        | 28 oktober 2003   | Verbeterde stabiliteit en diverse verbeteringen in gebruiksgemak. |
| 2.0          | 11 januari 2005   | Keynote wordt onderdeel van de nieuwe softwarebundel iWork '05. Nieuwe overgangseffecten en animaties, 20 nieuwe thema's, nieuwe presentatiehulpmiddelen en verbeterde exporteermogelijkheden, waaronder exporteren naar Flash.                                                                               |
| 2.0.1        | 21 maart 2005     | Meerdere losstaande betrouwbaarheidsproblemen opgelost. |
| 2.0.2        | 25 mei 2005       | Meerdere losstaande betrouwbaarheidsproblemen opgelost. |
| 3.0          | 10 januari 2006   | Nieuwe versie als onderdeel van de softwarebundel iWork '06. Nieuwe overgangseffecten en animaties, nieuwe thema's en grafische bestanden. De software wordt uitgebracht als Universal Binary, waardoor het zowel op de PowerPC als op Mac-computers met Intel-processoren kan draaien als native applicatie. |
| 3.0.1        | 4 april 2006      | Lost problemen met 3D-grafieken en texturen op, plus een aantal kleine fouten. Dit is een verplichte update voor gebruikers van Keynote 3.0, die willen dat textuur in dia's op de juiste wijze wordt getoond.                                                                                                |
| 3.0.2        | 28 september 2006 | Deze update lost problemen met de toegang tot foto's in het softwarepakket Aperture 1.5 op. |
| 4.0          | 7 augustus 2007   | Deze nieuwe versie is onderdeel van de softwarebundel iWork '08. Het bevat nieuwe teksteffecten, nieuwe overgangseffecten en de nieuwe functies Instant Alpha en Smart Builds. |
| 4.0.1        | 27 september 2007 | Problemen met builds en prestaties opgelost. |
| 6.1          | 24 januari 2014   | Vereenvoudiging interface en betere interoperabiliteit met Microsoft PowerPoint. |
| 6.2          | 1 april 2014      | Verbeterde presentator-weergaven. Nieuwe overgangen toegevoegd, bewegingsvervagingen kunnen toegepast worden op animaties. Algemene foutoplossingen. |
| 6.5          | 16 oktober 2014   | |
| 6.6          | 15 oktober 2015   | Bijgewerkt voor El Capitan |
| 6.6.1        | 11 november 2015  | Bugfixes |
| 6.6.2        | 10 mei 2016       | Deze update bevat stabiliteitsverbeteringen en bugfixes. |
| 7.0          | September 2016    | Update voor macOS Sierra, introductie van samenwerking (bèta), ondersteuning voor Keynote Live, tabs om meerdere presentaties in één venster te gebruiken en terugwaartse compatibliteit met Keynote '05-presentaties.                                                                                        |
| 7.0.5        | 27 oktober 2016   | Bugfixes |
| 7.1.1        | 26 april 2017     | Deze update bevat stabiliteitsverbeteringen en bugfixes. |
| 7.2          | 13 juni 2017      | |